# 舟状骨骨折
舟状骨骨折(しゅうじょうこつこっせつ)は手首と足首の舟状骨 が骨折した状態のことである。一般的な症状は、親指の付け根に痛みが生じ、手を使うことによってその痛みが増す。一般的にタバチエール(解剖学的かぎタバコ入れ)は腫れて圧痛を伴う。合併症には偽関節の骨折、虚血性壊死、関節炎などが挙げられる。
舟状骨骨折の最も一般的な原因は、転倒の際に手を突くことである。 診断は一般的に診察と医用画像が使われる。骨折によっては普通のX線では割れ目が見えない場合がある。このような場合はギプスをして二週間後に再度X線またはMRIや骨シンチグラフィーを用いて再診察することがある。
舟状骨骨折は運動や作業をする際にリストガードを装着することによって防げる可能性がある。骨折した部分の骨が正常の位置にある場合の治療は一般的にギプスを付ければ十分である。骨折した部分の骨が正常の位置からずれている場合は手術による治療が一般的に勧められる。治るまでに長くて6ヵ月ほどかかることがある。舟状骨骨折は手根骨骨折で最もよく診られる骨折である。 女性より男性に多く診られる。